# Daptolestes leei
Daptolestes leei – gatunek muchówki z rodziny łowikowatych i podrodziny Brachyrhopalinae. Endemit Australii Zachodniej.

## Taksonomia

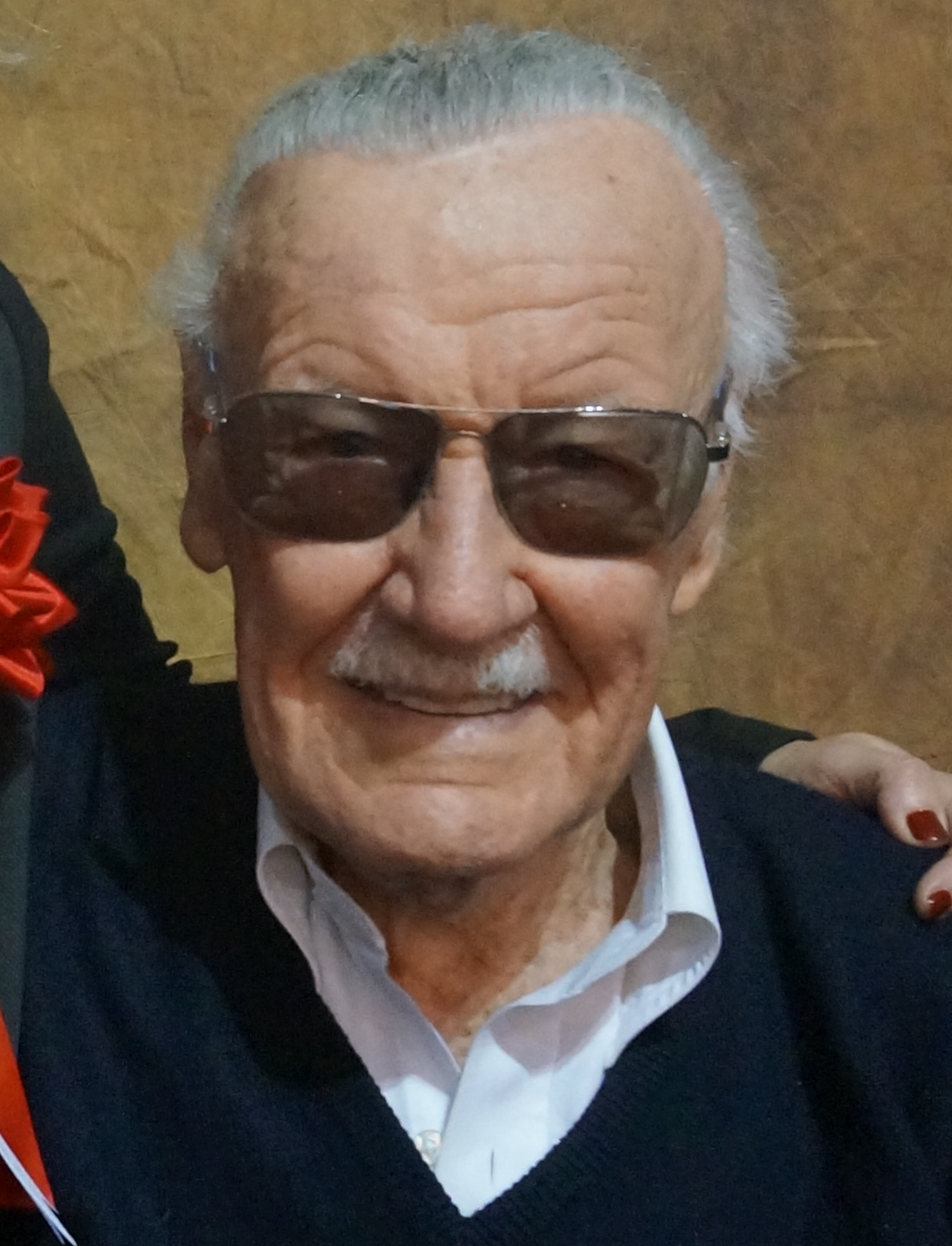
Stan Lee

Gatunek ten opisany został po raz pierwszy w 2020 roku przez Isabellę J. Robinson, Li Xuankuna i Davida K. Yeatesa. Opisu dokonano na podstawie okazów odłowionych w Australii Zachodniej w 2003 roku. Jako lokalizację typową wskazano las Karri w Parku Narodowym Frankland River. Epitet gatunkowy nadano na cześć twórcy komiksowego, Stana Lee; oczy muchówki mają przypominać jego okulary przeciwsłoneczne, a jej biała broda jego białe wąsy.
Wyniki morfologicznej analizy filogenetycznej z 2020 roku wskazują na zajmowanie przez ten gatunek pozycji bazalnej w obrębie rodzaju Daptolestes.

## Morfologia
Samce osiągają od 14 do 15 mm długości ciała i od 11 do 12 mm długości skrzydła, zaś samice 19 mm długości ciała i 14 mm długości skrzydła. Głowa jest czarna z brązowymi głaszczkami i ciemnobrązowymi czułkami. Czoło i twarz porastają złociste szczecinki, przy czym na twarzy obecne są dwie małe łysinki o kształcie kropli. W dole twarzy występuje biała broda (mystax).
Tułów jest brązowy z dużym, czarnym znakiem na śródpleczu. Wachlarz przemieszanych, czarnych i białych drobnych włosków występuje na tarczce, a po trzy pionowe paski z żółtych, drobnych włosków na pleurach. Skrzydło jest przezroczyste z ciemnobrązowym przyciemnieniem części przedniej, sięgającym do żyłki medialnej i piątej gałęzi żyłki radialnej. Ubarwienie przezmianek jest bardzo jasne. Odnóża są brązowe z czarnymi pasami na spodach ud, pozbawione żółtych znaków na goleniach. Owłosienie odnóży jest rzadkie, żółtawobiałe. Na odnóżach występują ponadto przemieszane, czarne i białe szczecinki.
Odwłok jest brązowy. Srebrzyste, drobne włoski tworzą na nim bardzo wąskie przepaski przy tylnych krawędziach drugiego i trzeciego tergitu oraz gęste kropki przy tylnych krawędziach trzeciego i czwartego sternitu. U samicy dziesiąty tergit ma po siedem kolców akantoforytowych z każdej strony. Genitalia samca cechują się lekko zakrzywionym epandrium, gonokoksytem o wierzchołku wewnętrznym skierowanym ku tyłowi i wierzchołku zewnętrznym skierowanym tylno-bocznie, krótką i spiczastą apodemą gonokoksytu oraz wąskim gonostylikiem ze spiczastym wyrostkiem na powierzchni zewnętrznej.

## Ekologia i występowanie
Owad ten jest endemitem Australii, znanym wyłącznie z Australii Zachodniej. Odławiany był do pułapek Malaise’a w lasach i zadrzewieniach.